# Pheraspis rectilinea
Pheraspis rectilinea är en fjärilsart som beskrevs av Turner 1941. Pheraspis rectilinea ingår i släktet Pheraspis och familjen tandspinnare. Inga underarter finns listade i Catalogue of Life.